# Otmar Hasler
Otmar Hasler (Bendern, Gamprin, 28 de Setembro de 1953) foi o 11.º primeiro-ministro do Liechtenstein. Foi eleito a 5 de abril de 2001, substituindo Mario Frick. É membro e presidente do Partido Progressista dos Cidadãos. 
Estudou na Universidade de Friburgo, na Suíça.
No âmbito das relações externas, já representou formalmente o país em algumas importantes viagens de estado, entre elas, a Londres e a Berna. Sob a tutela do seu governo, Otmar viu parte dos seus poderes transferidos para o príncipe reinante em ofício, Hans-Adam II do Liechtenstein, em concordância com as exigências decretadas por um referendo público de 2003.